# Suzy Batkovic-Brown
Suzy Rose Batkovic, po mężu Brown (ur. 17 grudnia 1980 w Newcastle) – australijska koszykarka, chorwackiego pochodzenia, występująca na pozycji środkowej, medalistka olimpijska z Aten (2004), Pekinu (2008) i Londynu (2012).
30 maja 2009 Suzy wyszła za Matta Browna.

## Osiągnięcia

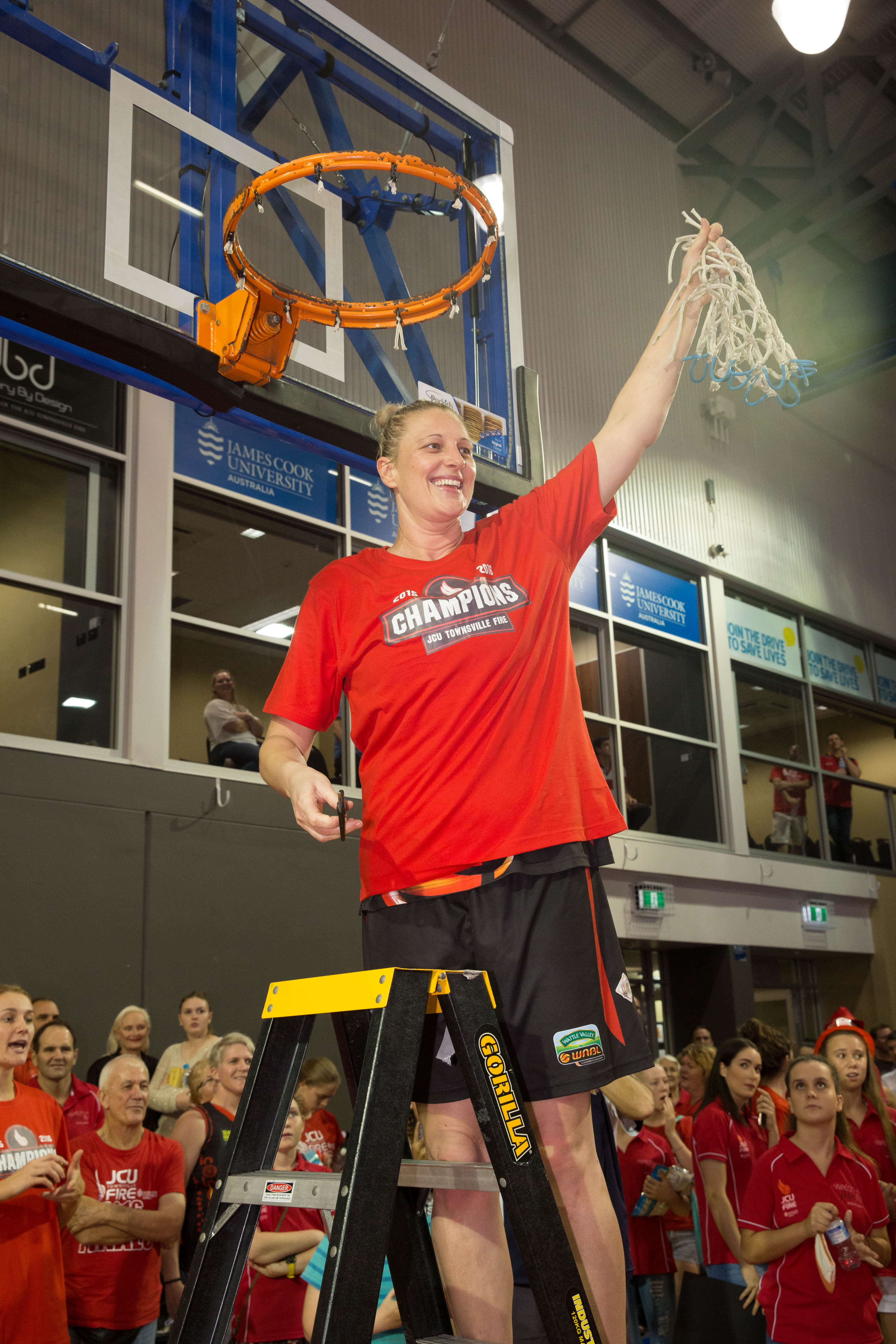
Po obcięciu siatki z obręczy w 2016, po zdobyciu mistrzostwa WNBL z Townsville Fire.

Na podstawie, o ile nie zaznaczono inaczej.
Drużynowe
- Mistrzyni:
  - Euroligi (2004)
  - Australii (WNBL – 1999, 2001, 2015, 2016, 2018)
  - Włoch (2009)
- Wicemistrzyni:
  - Euroligi (2003)
  - Eurocup (2009)
  - WNBL (2011, 2014)
- Brąz Euroligi (2008)
- Uczestniczka rozgrywek:
  - ligi światowej (2003, 2007)
  - Euroligi (2002–2008)
  - Eurocup (2008/2009)

Indywidualne
- MVP:
  - WNBL (2012–2014, 2016–2018)
  - finałów WNBL (2018)
- Laureatka Medalu Mahera (Międzynarodowa zawodniczka roku – 2001, 2008)
- Laureatka WNBL Top Shooter Award (liderka strzelczyń WNBL – 2010, 2012, 2013, 2016)
- Zaliczona do I składu WNBL (2010, 2012–2014, 2016-2018)
- Uczestniczka meczu gwiazd Euroligi (2006)
- Liderka:
  - strzelczyń francuskiej ligi LFB (2018)
  - WNBL w:
    - zbiórkach (2002, 2012, 2013, 2014)
    - blokach (2013, 2014)

Reprezentacja
- Mistrzyni:
  - Oceanii (2011, 2015)
  - turnieju FIBA Diamond Ball (2004)
- Wicemistrzyni:
  - olimpijska (2004, 2008)
  - turnieju Diamond Ball (2008)
- Brązowa medalistka:
  - olimpijska (2012)
  - mistrzostw świata (2002)
- Liderka strzelczyń mistrzostw Oceanii (2015)